# Уотлингтон, Нил
Джулиус Нил Уотлингтон (англ. Julius Neal Watlington, 25 декабря 1922, Янсивилл, Северная Каролина — 29 декабря 2019, там же) — американский бейсболист. Играл в Главной лиге бейсбола на позиции кэтчера в клубе «Филадельфия Атлетикс». Кавалер Ордена Почётного легиона.

## Биография
Нил Уотлингтон родился 25 декабря 1922 года в Янсивилле, Северная Каролина. Профессиональную спортивную карьеру он начал в 1941 году в составе команды D-лиги «Майодан Миллерс», но практически сразу был призван на военную службу, так как США вступили во Вторую мировую войну. В армии он провёл три года, в том числе шесть месяцев непосредственно на линии фронта во Франции, Бельгии и Германии, получил два ранения и был награждён Пурпурным сердцем. В США он вернулся в возрасте 23 лёт, но сразу же вернуться в бейсбол не сумел, так как командами были востребованы более молодые игроки.
Уотлингтон работал в Янсивилле и играл за местную команду, пока на одном из турниров на него не обратило внимание сразу несколько скаутов команд Главной лиги бейсбола. Предложение контракта на сумму 500 долларов от «Сент-Луис Кардиналс» Нил отклонил. Через неделю он успешно прошёл просмотр в фарм-клубе «Нью-Йорк Джайентс» из Данвилла и заключил соглашение на 3 000 долларов.
В 1947 году Уотлингтон сыграл в 111 матчах за «Данвилл Лифс». Следующий сезон он провёл в «Ноксвилл Смоукиз», где вышел на поле в 134 играх. В фарм-системе «Джайентс» Нил продвинулся до уровня ААА-лиги, демонстрируя хорошую статистику, но не сумел составить конкуренцию основному кэтчеру команды Уэсу Уэструму. В феврале 1952 года его продали в «Филадельфию Атлетикс».
В «Атлетикс» Нил успешно прошёл предсезонные сборы, но тренер Джимми Дайкс сообщил ему, что команда не может позволить себе держать трёх кэтчеров в составе. Дайкс пообещал ему, что обратится к услугам Уотлингтона при необходимости. Этот момент настал в середине сезона 1953 года, когда травму получил Джо Астрот. В Главной лиге бейсбола он дебютировал в возрасте 30 лет в матче против «Бостон Ред Сокс».
Этот год остался для Уотлингтона единственным на высшем уровне. Следующие пять лет он провёл в ААА-лиге и завершил выступления в 1958 году. Выйдя на пенсию, Нил работал управляющим универмагом в Янсивилле и помогал местной полупрофессиональной команде. В 2016 году он и ещё одиннадцать ветеранов из Северной Каролины были награждены медалью Ордена Почётного легиона в знак признания их заслуг в годы войны. Нил Уотлингтон скончался 29 декабря 2019 года.